# Miren León
María Lourdes "Miren" León Ruiz (ur. 7 czerwca 1975) – hiszpańska judoczka. Olimpijka z Sydney 2000, gdzie zajęła siódme miejsce w wadze półlekkiej.
Uczestniczka mistrzostw świata w 1999 i 2001. Startowała w Pucharze Świata w latach 1998-2003 i 2007. Siódma na mistrzostwach Europy w 1999 i dwukrotna medalistka w drużynie. Zdobyła złoty medal akademickich MŚ w 1998 roku.

## Letnie Igrzyska Olimpijskie 2000
| Konkurencja | Eliminacje            | Eliminacje             | Repasaże                 | Repasaże                    | Klas. końcowa |
| Konkurencja | Przeciwnik I          | Przeciwnik II          | Przeciwnik I             | Przeciwnik II               | Miejsce       |
| ----------- | --------------------- | ---------------------- | ------------------------ | --------------------------- | ------------- |
| 52 kg       | Deborah Allan (GBR) Z | Legna Verdecia (CUB) P | Carolina Mariani (ARG) Z | Deborah Gravenstijn (NED) P | 7.            |